# Liste der Naturdenkmale in Altrich
Die Liste der Naturdenkmale in Altrich nennt die im Gemeindegebiet von Altrich ausgewiesenen Naturdenkmale (Stand 11. März 2024).

## Naturdenkmale
| Nr.         | Bezeichnung | Lage                                    | Beschreibung                                                                          | Bild            |
| ----------- | ----------- | --------------------------------------- | ------------------------------------------------------------------------------------- | --------------- |
| ND-7231-496 | Alte Eiche  | westlich des Ortes; Flur Seidefeld Lage | Quercus robur; um 1700 gekeimt, ca. 6,5 m Brusthöhenumfang und 25 m Kronendurchmesser | Fotos hochladen |

## Ehemalige Naturdenkmale
| Nr. | Bezeichnung   | Lage                                                 | Beschreibung                                               | Bild                                    |
| --- | ------------- | ---------------------------------------------------- | ---------------------------------------------------------- | --------------------------------------- |
|     | Königsbuche   | westlich des Ortes; Abteilung Haardter Hochwald Lage | Fagus sylvatica; 2003 gefällt, Rechtsverordnung aufgehoben | Direkt Bild zu diesem Denkmal hochladen |
|     | Schwarzpappel | südwestlich des Ortes Lage                           | Populus nigra; Rechtsverordnung aufgehoben                 | Direkt Bild zu diesem Denkmal hochladen |